# Allochthonius ishikawai
Allochthonius ishikawai är en spindeldjursart som beskrevs av Kuniyasu Morikawa 1954. Allochthonius ishikawai ingår i släktet Allochthonius och familjen käkklokrypare.

## Underarter
Arten delas in i följande underarter:
- A. i. deciclavatus
- A. i. ishikawai
- A. i. kyushuensis
- A. i. shiragatakiensis
- A. i. uenoi
- A. i. uyamadensis